# Kelloggia chinensis
Kelloggia chinensis är en måreväxtart som beskrevs av Adrien René Franchet. Kelloggia chinensis ingår i släktet Kelloggia och familjen måreväxter. Inga underarter finns listade i Catalogue of Life.